# Josiane Shen
Josiane Shen nacida en Luxemburgo (ciudad), ¿? (en año desconocido) es una periodista y presentadora de televisión luxemburguesa. Licenciada en periodismo. Comenzó su carrera profesional en el mundo de los medios de comunicación, trabajando en el canal nacional RTL9 (Télé-Luxembourg), donde ha estado durante casi todos los años de su carrera como presentadora de televisión y también ha estado muy vinculada al mundo de la música.
Josiane Shen, se dio más a conocer tras haber sido la presentadora de la XI edición del Festival de la Canción de Eurovisión 1966, que se celebró el día 5 de marzo de ese mismo año, en la Villa Louvigny de la Ciudad de Luxemburgo.